# Pierre Claver Mbonimpa
Pierre Claver Mbonimpa (Burundi, 10 d'octubre de 1950) és un activista dels drets humans burundès, fundador l'agost de 2001 de l'Association pour la Protection des Droits Humains et des Personnes Détenues (APRODH).

## Biografia
Abans que fundés l'APRODH, va treballar com a funcionari del Ministeri d'Economia i Hisenda de Burundi. Després va ser agent de policia de la Policia Aèria i Duanera; mentre ocupava aquest càrrec va ser acusat i arrestat injustament per possessió d'arma il·legal, i va complir dos anys a la presó Central de Mpimba de 1994 a 1996. Durant aquests dos anys de presó Mbonimpa va ser freqüentment torturat i colpejat, i va ser aquesta experiència la que li va inspirar formar l'APRODH.
El 1995, després d'un any d'empresonament, va tenir la idea de crear una organització sense afany de lucre i amb uns altres dos reclusos van escriure els articles de l'Associació per a la Defensa dels Drets dels Presos. Després de veure els efectes de la vida penitenciària i el seu abús de totes les ètnies, l'associació tampoc no discrimina en aquestes línies i treballa per protegir els drets de tots els presos.

## Activisme dels drets humans
Mbonimpa ha creat una organització multidimensional d'APRODH, no sols han fet una campanya enèrgica per protegir els drets humans bàsics de tots els presos, incloent-hi les 9.000 persones que han estat pendents de judici durant anys en el sistema de presó més atapeït. També actua en la prevenció, la tortura i la violència sexual, així com en la protecció dels infants en el sistema penal.
Burundi no té un sistema de detenció per delinqüència juvenil i els menors de 15 anys es consideren adults. Encara que legalment els nens menors d'aquest límit d'edat no han de ser empresonats, a causa de la guerra civil i els disturbis, molts són empresonats de tota manera. A la presó de Mpimpa no es poden separar els homes i les dones; això inclou els fills de la dona que es troba a la presó també, moltes vegades després de néixer a la presó:
| « | "També hi ha 24 nadons i nens petits que viuen a la presó, gairebé tots ells van néixer a l'interior. Un presoner li diu a l'equip que algunes dones es veuen obligades a tenir sexe per diners per sobreviure i queden embarassades." | » |

Mbonimpa ha rebut moltes amenaces de mort per la seva postura i treballa en la millora dels drets humans, però no ha deixat el seu treball a Burundi. Va rebre el Premi Martin Ennals per Defensors dels Drets Humans el 2007 i el Premi al Coratge Civil el 2017.

### Detenció i tiroteig
El 15 de maig de 2014 Pierre Claver Mbonimpa va ser arrestat de nou a Bujumbura. Després d'interrogar-lo, els funcionaris judicials l'acusaren de posar en perill la seguretat de l'estat interior i exterior per les observacions fetes a la ràdio 10 dies abans, i utilitzar documents falsos. Les declaracions i els documents es refereixen a les denúncies que joves burundesos estaven sent armats i enviats a entrenament militar a la veïna República Democràtica del Congo. L'arrest és considerat assetjament i repressió dels activistes de drets humans per Human Rights Watch.
Mbonimpa és opositor al president Pierre Nkurunziza i es va oposar a la controvertida presentació de Nkurunziza per a un tercer mandat el 2015. Mbonimpa va ser tirotejat a Bujumbura el 3 d'agost de 2015 i "molt mal ferit". Alguns creien que l'atac era una represàlia per l'assassinat del general Adolphe Nshimirimana, un aliat clau de Nkurunziza que va ser assassinat el dia anterior. El 9 d'agost, Mbonimpa, que havia patit una ferida de bala a la cara, es va traslladar a Bèlgica per a un altre tractament.
El gendre de Mbonimpa va ser assassinat a l'octubre de 2015, i el seu fill va morir el 6 de novembre de 2015, suposadament després d'haver estat arrestat.